# Lawrence Lepage
Pour les articles homonymes, voir Lepage.
Lawrence Lepage (né le 3 septembre 1932 à Rimouski - mort le 24 décembre 2012 dans la même ville) est un auteur-compositeur-interprète québécois. Il s'inspirait surtout d'anecdotes réelles et d'histoires de la campagne pour écrire ses chansons.

## Carrière musicale
Lawrence Lepage est né à Nazareth, maintenant quartier de Rimouski, dans le Bas-Saint-Laurent.
Il commence sa carrière musicale avec ses trois frères en formant le groupe les Satellites, qui se produit alors à la radio CJBR de Rimouski. Il compose trois chansons publiées sur l'album L'inimitable Jacques Labrecque de Jacques Labrecque. Il est, par la suite, l'accompagnateur d'entre autres Jacques Labrecque et Tex Lecor. Il travaille aussi pour des émissions télévisées telles que La Boîte à surprise et Les Couche-Tard. Il compose la chanson Mon vieux François en s'inspirant de l'histoire de François Marcoux, un ancien gardien de phare de Bonaventure. Cette chanson est adoptée par de nombreux artistes québécois et français après la parution de son premier album éponyme en 1964. Il prend également part au théâtre en écrivant et jouant la musique pour des pièces telles que Le chemin de croix et Goglu de Jean Barbeau, Rodéo et Juliette de Jean-Claude Germain et La nuit de la grande citrouille de Victor-Lévy Beaulieu. Il écrit pour d'autres artistes tels que Louise Forestier avec Aime mon cœur et Pauline Julien avec Mon folklore à moé. Cependant, il se désintéresse de l'industrie musicale, préférant se produire localement. Il sort tout de même un second album en 1976, intitulé Enfin Lawrence Lepage et préfacé par Gilles Vigneault, avant de retourner s'établir dans la campagne du Bas-Saint-Laurent près du Bic pour s'éloigner de la ville. Plusieurs chansons sont reprises par d'autres artistes dont Marcoux Labonté et Le braconnier. En 1991, la maison d’édition ÉDITEQ, sous la direction de Jean-Marc Cormier,  publie Entre la parole et les mots, recueil de poèmes et chansons de Lawrence Lepage. En 2000, le poète Sylvain Rivière produit un ouvrage semi-biographique sur Lawrence intitulé Chapeau dur et cœur de pomme. Un album. Le Temps, est publié sur étiquette La Prûche Libre en 2012, l'année de son décès.
En 2017 Guillaume Lévesque réalise un film documentaire « Le silence de Lawrence » qui présente Lawrence Lepage, poète/chansonnier du Bas-St-Laurent. (Productions de la Morue Salée, 2017)